# Александар од Југославије (ТВ серија)
Александар од Југославије je српска телевизијска серија из 2021. године у режији и по сценарију Здравка Шотре заснована на истоименом роману Вука Драшковића. Серија обухвата историјски период од 1918. до 1934. године, односно од стварања Краљевства СХС, које ће 1929. постати Југославија до 1934, и убиства краља Александра у Марсељу.
Насловну улогу тумачи Љубомир Булајић као краљ Александар I Карађорђевић и Тамара Алексић као краљица Марија Карађорђевић, док су у осталим улогама Ирфан Менсур, Петар Стругар, Бранислав Лечић, Жарко Лаушевић, Воја Брајовић, Никола Којо, Горан Шушљик, Слобода Мићаловић, Нада Мацанковић, Наташа Нинковић, Нела Михаиловић, Даница Максимовић, Аница Добра, Јелица Сретеновић и други.
Све епизоде серије су доступне од 12. марта 2021. године на платформи ЕОН. Претпремијера сваке епизоде је била доступна од 12. марта сваког петка у 10:00 сати на порталу nova.rs, док је серија емитована од 15. марта до 7. јуна 2021. године на каналу Нова. Већ након првог приказивања прве епизоде, серија Александар од Југославије је остварила друго место по гледаности, одмах из РТС-а, са уделом у гледаности од 18,7 одсто.

## Премиса
Серија обухвата период од уласка краља Александра у ослобођени Београд по завршетку Првог светског рата па све до атентата на њега у Марсељу.

## Улоге
| Глумац               | Улога                                |
| -------------------- | ------------------------------------ |
| Љубомир Булајић      | краљ Александар I Карађорђевић       |
| Тамара Алексић       | краљица Марија Карађорђевић          |
| Петар Стругар        | Лука Месечина, краљев новинар        |
| Нада Мацанковић      | Валентина Жолгер                     |
| Ненад Маричић        | генерал Душан Трифуновић             |
| Миодраг Крстовић     | генерал Јеврем Дамјановић            |
| Јоаким Тасић         | Стеван                               |
| Марко Павловић       | Јован                                |
| Бранислав Лечић      | Никола Пашић                         |
| Бранимир Брстина     | бискуп Јозић                         |
| Небојша Илић         | Стјепан Радић                        |
| Александар Ђурица    | Светозар Прибићевић                  |
| Светозар Цветковић   | Слободан Јовановић                   |
| Срђан Тимаров        | кнез Павле Карађорђевић              |
| Владан Гајовић       | војвода Петар Бојовић                |
| Бранко Цвејић        | Влатко Мачек                         |
| Ирфан Менсур         | Јован Цвијић                         |
| Никола Којо          | Иван Мештровић                       |
| Mилош Тимотијевић    | принц Ђорђе П. Карађорђевић          |
| Драгослав Илић       | краљ Петар I Карађорђевић            |
| Петар Михаиловић     | генерал Петар Живковић               |
| Танасије Узуновић    | војвода Живојин Мишић                |
| Младен Нелевић       | Владета Милићевић                    |
| Војин Ћетковић       | Патријарх српски Димитрије           |
| Милутин Караџић      | Пуниша Рачић                         |
| Тихомир Станић       | Мехмед Спахо                         |
| Радивоје Буквић      | Ремон Поенкаре                       |
| Горан Шушљик         | Анте Трумбић                         |
| Иван Бекјарев        | доктор на двору                      |
| Војислав Брајовић    | Мирослав Спалајковић                 |
| Бранислав Зеремски   | Љуба Стојановић                      |
| Милан Михаиловић     | Александар Белић                     |
| Жарко Лаушевић       | Никола I Петровић Његош              |
| Весна Чипчић         | Милена Петровић Његош                |
| Бранко Јеринић       | војвода Степа Степановић             |
| Наташа Нинковић      | краљица Јелена Савојска              |
| Даница Максимовић    | румунска краљица Марија од Единбурга |
| Жан Марк Бар         | Фердинанд Фош                        |
| Аница Добра          | Исидора Секулић                      |
| Зоран Цвијановић     | Антон Корошец                        |
| Нела Михаиловић      | Ђурђина Пашић                        |
| Јелица Сретеновић    | Димитријева мајка Радојка            |
| Слобода Мићаловић    | Бланш Веснић                         |
| Милица Јанкетић      | Василија Вукотић                     |
| Ваја Дујовић         | румунска принцеза Јелисавета         |
| Наташа Миовчић       | удовица Анка Радић                   |
| Ненад Хераковић      | пуковник Јован Ненадовић             |
| Ивана Зечевић        | Лепосава Бела Павловић               |
| Милена Живановић     | удовица Јелена Басаричек             |
| Љубивоје Тадић       | Сердар Јанко Вукотић                 |
| Борис Комненић       | Љубомир Давидовић                    |
| Александар Вучковић  | Вељко Петровић                       |
| Власта Велисављевић  | владика                              |
| Млађан Црквењаш      | Алија Алијагић                       |
| Димитрије Стојановић | Сергеј Сазонов                       |
| Борис Пинговић       | Миленко Веснић                       |
| Франо Ласић          | Дејвид Лојд Џорџ                     |
| Драган Марјановић    | Жорж Клемансо                        |
| Пол Леонард Мареј    | Вудро Вилсон                         |
| Иван Јевтовић        | Виторио Орландо                      |
| Кристијан Клорек     | Луј Франше д’Епере                   |
| Миодраг Милованов    | лекар у грчком санаторијуму          |
| Небојша Вранић       | Иван Жолгер                          |
| Матеја Поповић       | Лудвиг Фишер                         |
| Марко Степановић     | глумац Тоша Ђурић                    |
| Марко Мак Пантелић   | Зубар Анте Павелић                   |
| Бојан Кривокапић     | поручник Мустафа Голубић             |
| Марко Гиздавић       | генерал Рајић                        |
| Гојко Балетић        | Бранислав Нушић                      |
| Ана Маљевић          | глумица                              |
| Марија Опсеница      | домаћица                             |
| Иван Перковић        | конобар                              |
| Јово Осмајлић        | Црногорац                            |
| Маја Колунџија       | жена на прозору                      |
| Душан Јакишић        | сељак на Опленцу 1                   |
| Слободан Љубичић     | сељак на Опленцу 2                   |
| Ана Марија Серда     | одликована болничарка                |
| Aрно Умбер           | француски лекар - професор           |
| Лорен Руи            | пуковник Солувијер                   |
| Александар Милојевић | гост на пријему                      |
| Марко Гверо          | Александар Стамболијски              |
| Ферид Караица        | Александар Милеранд                  |
| Горан Даничић        | председник скупштине                 |
| Воја Вујовић         | Јован Дучић                          |
| Милош Влалукин       | Милорад Драшковић                    |
| Милутин Дапчевић     | Мусолинијев повереник Гвидо          |
| Јаков Јевтовић       | Милутин Миланковић                   |
| Марко Јањић          | Бошко Чолак-Антић                    |
| Душан Милошевић      | Стеван Павловић                      |
| Милан Кочаловић      | румунски краљ Фердинанд Румунски     |
| Марко Аџић           | румунски престолонаследник Карол II  |
| Михаило Перишић      | фотограф Риста Марјановић            |
| Ратко Игњатов        | француски лекар                      |
| Зоран Ћосић          | редов Димитрије Марковић             |
| Саво Радовић         | мештанин на Цетињу                   |
| Дејан Цицмиловић     | мештанин на Цетињу                   |
| Томислав Трифуновић  | одликовани старац                    |
| Бора Божанић         | одликовани старац                    |
| Лука Пиљагић         | француски официр Гилиом              |
| Бранислав Чалић      | гардиста                             |
| Предраг Коларевић    | француски официр                     |
| Владимир Цвејић      | француски официр Хенри               |
| Александар Милојевић | гост на пријему                      |
| Предраг Милетић      | Доброслав Јевђевић                   |
| Фуад Табучић         | говорник на тргу                     |
| Предраг Котур        | Иван Пернар                          |
| Мирко Марковић       | Иван Гранђа                          |
| Илија Степановић     | Ђуро Басаричек                       |
| Бора Ненић           | Веља Вукићевић                       |
| Ненад Ненадовић      | Кемал Ататурк                        |
| Горан Радаковић      | собар Зечевић                        |
| Славиша Чуровић      | пуковник Павловић                    |
| Бранислав Глумац     | француски преводилац                 |
| Дамјан Кецојевић     | Грегор Жерјав                        |
| Дејан Гоцић          | џелат                                |
| Александар Трнчић    | Лукин лекар                          |
| Јелена Милосављевић  | служавка                             |
| Владимир Милојевић   | Живојин Лазић                        |
| Иван Томашевић       | Густав Крклец                        |
| Душан Милошевић      | Стеван Павловић                      |
| Александар Динчић    | адвокат Анте Павелић                 |
| Вахид Џанковић       | Шериф Арнаутовић                     |
| Дејан Стојаковић     | митрополит Гаврило Дожић             |
| Владимир Поповић     | Александар Димитријевић              |
| Лазар Максић         | Павле Радић                          |
| Милан Танкосић       | Светислав Максимовић                 |
| Микица Петронијевић  | Богољуб Јевтић                       |
| Дејан Петошевић      | италијански преводилац               |
| Страхиња Бићанин     | Ивек                                 |
| Никола Мирковић      | келнер                               |
| Душан Радовић        | Брана Петронијевић                   |
| Ђорђе Драгичевић     | колега Милићевић                     |
| Ивица Тодоровић      | професор Јаков Рубеновић             |
| Тодор Вујаковић      | црногорски посланик                  |
| Марко Арсић          | војник са писмом                     |
| Миодраг Гајић        | француски официр Сараил              |
| Петар Митић          | адмирал Јуре Симић                   |
| Владан Јаковљевић    | црногорски посланик                  |
| Дејан Стојаковић     |                                      |
| Урош Марчек          |                                      |
| Ерве Фалу            |                                      |
| Клод Гијуне          |                                      |
| Алекса Раковић       |                                      |
| Ненад Петровић       |                                      |
| Дејан Берђан         |                                      |
| Славица Нешић        |                                      |
| Ружица Миленковић    |                                      |
| Миодраг Гајић        |                                      |
| Борис Фионов         |                                      |
| Срђан Стевановић     |                                      |
| Урош Марчек          |                                      |
| Зоран Мирковић       |                                      |
| Саша Станковић       |                                      |
| Ненад Станковић      |                                      |

## Епизоде
| Бр. еп. (укупно) | Бр. еп. (у сезони) | Наслов     | Редитељ       | Сценариста    | Премијера       |
| --- | ------------------ | ---------- | ------------- | ------------- | --------------- |
| 1 | 1                  | Епизода 1  | Здравко Шотра | Здравко Шотра | 15. март 2021.  |
| Александар улази у Београд, три дана пошто је град ослобођен. У два Балканска и у Првом светском рату, командовао је српском војском у многим победоносним биткама. Срби су тим победама задивили свет, а Александар, уместо радости, осећа горчину, јер је Србија тешко изгинула, сва је спаљена и разорена. Док његова војска надире даље, избија на обалу Јадрана и наставља према Марибору, уморни ратник Александар започиње стварање државе Јужних Словена. Њеним стварањем нестаће Краљевина Србија и Краљевина Црна Гора. |                    |            |               |               |                 |
| 2 | 2                  | Епизода 2  | Здравко Шотра | Здравко Шотра | 22. март 2021.  |
| Од како је оболели отац, краљ Петар, због болести, пренео на њега сва краљевска овлашћења, Александар је већ 6 година краљ уместо краља како сам каже. Српска војска, на захтев савезника, и даље гони непријатеља док Александар ради на стварању Југославије. Саветује се са војводама, академицима, писцима јер жели да чује сва мишљења за и против стварања нове државе. Стиже му касније вест да су бољшевици у Русији побили руску царску породицу, међу њима и кнегињу Олгу којом је требало да се ожени. Александар телефонира деди црногорском краљу Николи, који је 1917. године избегао у Париз. Боли га његово неразумевање за Југославију, у којој би он да буде краљ. На крају стиже радосна вест из Загреба – тамо се кличе уједињењу. |                    |            |               |               |                 |
| 3 | 3                  | Епизода 3  | Здравко Шотра | Здравко Шотра | 29. март 2021.  |
| Александар је 18. новембра ушао у Београд и настанио се у кући Крсмановића а већ 1. децембра 1918 у истој кући одвија се историјски догађај - проглашено је Краљевство Срба, Хрвата и Словенаца и стварање нове државе. Многи су то дочекали са одушевљењем. С друге стране, савезници су у неприлици, јер су Италији обећали обалу Јадрана, од Улциња скоро до Трста. Александра потреса братоубилачки сукоб на Цетињу. |                    |            |               |               |                 |
| 4 | 4                  | Епизода 4  | Здравко Шотра | Здравко Шотра | 5. април 2021.  |
| У јануару 1919. године, савезници у Паризу започињу Мировну конференцију шефова победничких земаља. Иако је Александру тамо место, савезници га не позивају јер је створио државу коју не признају. Регент Александар ипак одлази у Париз инкогнито. Будући да се прославио као велики победник у рату, тамошња штампа разгласи његов долазак и почне да напада оне који игноришу заслуженог ратног савезника. Александар тако постаје звезда Мировне конференције. Шефови савезничких земаља изразе жељу да се сусретну са њим. У Српском посланству разговара са делегацијом своје земље. |                    |            |               |               |                 |
| 5 | 5                  | Епизода 5  | Здравко Шотра | Здравко Шотра | 12. април 2021. |
| Александров боравак у Паризу био је врло садржајан. Његови ратни другови, француски генерали, затраже сусрет са њим. И амерички председник Вудро Вилсон (онај што је истицао заставу на Белој кући) изрази жељу да га прими. Резултат те посете је да је Амерички председник Вудро Вилсон одушевљен идејом нове државе и покреће питање признавања нове државе које ће убрзо уследити. Због незадовољства ситуацијом у Италији, председник Француске Клемансо зове Александра а и славног војводу Живојина Мишића да би јаче „застрашили” Италијане. Ради бољег утиска, дочек им приређује у Стразбуру, а не у Паризу где је дочек био величанствен. |                    |            |               |               |                 |
| 6 | 6                  | Епизода 6  | Здравко Шотра | Здравко Шотра | 19. април 2021. |
| Париска конференција не може да се одржи због нереалних захтева делегата из Хрватске. Зато у српском посланству у Паризу Клемансо и енглески делегат Лојд Џорџ изврше притисак на њих. Александар је од успеха тог састанка очекивао признање своје државе, које је након тога и уследило. Вилсон је замолио Норвешку да је први призна, па је признала Америка, а за њом Француска. У Београду је славље поводом проглашења Краљевства Срба, Хрвата и Словенаца. На пријему код регента, Јован Цвијић износи велику мапу Краљевине коју је нацртао, а кад је Александар пољуби, настаје истинско одушевљење. Београд је на улицама и поздравља регента који се враћа из Народне скупштине након усвајања Видовданског устава. Један комуниста баца бомбу на Александра, али она, срећом, погоди бандеру. Сви државници света се јављају, да виде шта је са Александром. Већ увече, на крају тог дана препуног узбуђењима, мора у Париз на операцију. Његово здравље, начето у рату, већ је у критичном стању. |                    |            |               |               |                 |
| 7 | 7                  | Епизода 7  | Здравко Шотра | Здравко Шотра | 26. април 2021. |
| Пред полазак у Француску, Александар се опрашта од оца, краља Петра, који лежи на самртничкој постељи, док он одлази на ризичну операцију у Паризу, за коју не зна хоће ли је преживети. Зато са собом води кнеза Павла. После операције лекари се читаво лето боре да одрже Александра у животу, а у међувремену у Београду умире његов отац, краљ Петар. По закону, он би требало да положи заклетву и постане краљ, али у Паризу крај њега седе немоћни лекари и чекају да издахне. Док у Београду Пашићева влада разматра како да разреши династичку кризу, из Париза јављају да се десило чудо - Александар се опоравио и долази. И он долази, полаже заклетву и постаје краљ. А краља треба оженити. Сви о томе мисле, осим њега, који је опседнут другим бригама. Некако му потуре слику румунске принцезе Марије... |                    |            |               |               |                 |
| 8 | 8                  | Епизода 8  | Здравко Шотра | Здравко Шотра | 3. мај 2021.    |
| На двору у Букурешту приређена је свечаност на којој су се упознали и верили принцеза Марија и Александар. На меденом месецу на Бледу, они схватају да њихов брак, склопљен из државних интереса, прераста у љубав. По повратку у Београд, Александар прима новог премијера Бугарске, Александра Стамболијског, који жели да своју земљу прикључи Југославији, а да Александар постане цар Јужних Словена, што се овом учини племенито али наивно. |                    |            |               |               |                 |
| 9 | 9                  | Епизода 9  | Здравко Шотра | Здравко Шотра | 10. мај 2021.   |
| Стиже грозна вест из Софије − пучисти су преузели власт, а несретном Стамболијском су одсекли руку којом је у Нишу потписао уговор о пријатељству са Србијом, а затим и главу. У Загребу митинзи, на којима Стјепан Радић заговара непоштовање Устава и пропагира стварање Републике Хрватске, у оквиру Краљевине СХС. Он контактира Беч, Лондон па и у Москву нудећи се Совјетима да приступи Интернационали. То Београду досади, па га ухапсе. У затвору га посети Пашић да га придобије за коалицију. Радић бива примљен код Александра сав преподобљен. Александар му зна слабу тачку - Мусолини. Тај отворено тражи Далматинску обалу, а држава СХС и Александар су брана томе. Александар, с професором Милутином Миланковићем, разговара са патријархом и владикама и предлажу календар који је Миланковић створио. По њему бу сви, који верују у Христа, истог дана слави његово рођење и васкрсење. Али две конфесије Христове вере, не могу да превазиђу конзерватизам, антагонизам и мржњу, која трује њихов однос. |                    |            |               |               |                 |
| 10 | 10                 | Епизода 10 | Здравко Шотра | Здравко Шотра | 17. мај 2021.   |
| Краљев пријатељ, вајар Иван Мештровић, на имању Карађорђевића у Тополи ваја Александрово попрсје. Мештровић му пружа најобјективније информације о стању у земљи, посебно о питањима који се тичу Хрвата. Александар и Марија са пратњом крећу на велику турнеју по држави, где их народ свуда веома срдачно дочекује. У исто време са разних страна стижу упозорења из домаћих извора, а и француска штампа о томе пише, да многи краљу „раде о глави” и да је турнеја врло ризична. Самог Александра највише занима како ће га дочекати његови Црногорци. Дао је дозволу да се обнови Његошева капела на Ловћену. Он и Марија учествују у процесији поновног изношења Његошевих остатака на Ловћену. Док плове Јадраном, Италијани, са својих бродова, топовском паљбом опомињу да су ту. У Сплиту војна парада, тискање и поздрави велике масе узбуђених грађана. Стјепан Радић у парламенту полаже посланичку заклетву и говори своју песму посвећену краљу. Краљица Марија рађа децу и краљ јури аутом по граду као Фанђо. У часовима породичне идиле на Опленцу, Александар јој поверава бригу која га мучи са Николом Пашићем и његовим сином. |                    |            |               |               |                 |
| 11 | 11                 | Епизода 11 | Здравко Шотра | Здравко Шотра | 24. мај 2021.   |
| Следи велика турнеја краљевског пара по Хрватској. Александар је имао непријатан разговор са Николом Пашићем око бахатости његовог сина. Пашића је то јако узнемирило. Једва се фијакером одвезао кући, где је одмах издахнуо. Сахрана славног политичара, човека од историјског утицаја на збивања у држави, била је велики догађај у Београду. Радићу је нови коалициони партнер вођа Пречанских Срба Светозар Прибићевић. Њих двојица држе ватрене говоре на митингу у Загребу где Прибићевић изјављује: „Нека Срби, већ једном кажу колико кошта та њихова проливена крв на Кајмакчалану, да им платимо и да већ једном зашуте!” Превртљиви Радић је већ на пријему поводом рођења краљевог сина као да ништа није било. На заседању парламента, галама и псовачина, језик се свима отео памети. То не слути на добро. |                    |            |               |               |                 |
| 12 | 12                 | Епизода 12 | Здравко Шотра | Здравко Шотра | 31. мај 2021.   |
| Пролази време, а бука у Скупштини не престаје. У оштрој галами Радић затражи реч и изјављује: Није Ђорђе за лудницу, за лудницу је Александар који је брата тамо стрпао. Кад га Александар тамо позове, долази небројено пута клањајући се и обећа да ће све учинити да се смире дуси у скупштини. У наставку заседања стање је све горе, а и Радић је један од букача, док Црногорац, са кратким фитиљом, Пуниша Рачић, не изађе за говорницу. Извади пиштољ и поче да пуца на противничке посланике. Двојица мртвих и двојица тешких рањених а међу рањенима је и Стјепан Радић. Бес због злочина у Скупштини затресао је Хрватску, а Загреб посебно. Раздражени демонстранти крећу на полицију: гушање, ругање, псовке, ударци пендрецима и металним шипкама. На обе стране, десетине мртвих а има и повређених. Краљ посећује Радића у болници и моли га да једним прогласом умири Хрвате. Одјек у свету је грозан по Србе и краља, некадашњег великог ратника. Прибићевић долази код краља и тражи му да се он извини Хрватима, као да је Александар тај који је провоцирао сукобе у Скупштини. На овај безобразлук му Александар поручује да поздрави Радића и да му каже да се он не противи отцепљењу Хрватске тј. да ће он сам ампутирати Хрватску. Овај изненађен, остане без речи, потпуно констерниран. Он не зна да би независну Хрватску Мусолини одмах преполовио. |                    |            |               |               |                 |
| 13 | 13                 | Епизода 13 | Здравко Шотра | Здравко Шотра | 31. мај 2021.   |
| Краљу долазе Словенци узнемирени вешћу о ампутацији Хрватске. Шта ће бити с њима у том случају? Александар им обећава да ће оставити коридор уз мађарску границу до Словеније. Мехмеду Спахи нуди посебна решења за Босну. Александар сазива мудре и угледне људе да чује њихово мишљење. Ради се о озбиљном државничком питању; ту су и кнез Павле, Стојан Протић, Слободан Јовановић, Исидора Секулић, Љуба Давидовић, Милутин Миланковић, војводе Степановић и Бојовић, председник владе Веља Вукићевић. Мишљења су различита, од оних који сматрају да је уједињењем направљена грешка, до оних да је грешка рушити оно у шта је уложен велики труд и нада. Стјепан Радић је умро. У Загребу четири дана и четири ноћи траје дефиле поред Радићевог одра. На погребној поворци је окупљено око 200 000 људи. Александар добија новог противника који попуњава Радићево место, Влатка Мачека. |                    |            |               |               |                 |
| 14 | 14                 | Епизода 14 | Здравко Шотра | Здравко Шотра | 7. јун 2021.    |
| Краљ Александар покушава да у разговорима са Мачеком и Прибићевићем нађе неко решење. Међутим, Мачек упорно заступа идеје на којима је инсистирао и Радић. Желе дуалну конфедерацију и Хрватску до Земуна. У Загребу су чести нереди. Осећа се и деловање усташа Анте Павелића. Решен да то прекине, Александар суспендује устав и заводи диктатуру. Генерал Живковић формира владу, која замењује сву другу власт. Пролази време. Александар дели државу на бановине. Мачек му се жали да је Зетска бановина његових Црногораца у ствари Зетославија, са Дубровником, Херцеговином и Метохијом које им је дао. А онда, као да крећу ствари набоље. Светска је криза, пропадају банке у којима се топе дугови Југославије. Привреда напредује, руски емигранти пројектују бројне палате по Београду. Краљ путује бродом „Дубровник” у Истанбул, повео је и Луку Месечину. Пред палатом Долмабахче, Александра очекује Мустафа Кемал Ататурк, са којим проводи ноћ у разговору. |                    |            |               |               |                 |
| 15 | 15                 | Епизода 15 | Здравко Шотра | Здравко Шотра | 7. јун 2021.    |
| Александар је у посети Загребу. Сав град се слегао на улице да га поздрави. Човек задужен за његову безбедност, изненада обори једну руку са упереним пиштољем. Човек који брине о краљевој безбедности годинама има више проблема са Александром, који своју безбедности игнорише, него са атентаторима. У загребачкој резиденцији он му до детаља износи план усташа, ВМРО и Хортијеваца који, под покровитељством Мусолинија, спремају његово убиство. Зна се и име Бугарина егзекутора - Владо Черноземски. Узалуд то све говори Александру. Александар креће за Марсеј, на своје последње путовање. У пристаништу Зеленика сазнају да је на отвореном мору невреме, те да не могу испловити. Александар наговори Марију и Павла да иду возом, право у Париз. Мора у Марсеј, да на гробљу ода пошту својим ратним друговима. Сутрадан, брод Дубровник је надомак Марсеја. Александар одбија да обуче панцир кошуљу, неће да чује извештај безбедности. Охрабри га што су у том моменту француски авиони већ у почасном надлетању Дубровника, затим са обале пуцају плотуни, а затим и бучни повици грађана... Дочек у Марсеју био је грандиозан и снимале су га све велике европске компаније. Није запамћено да је било ког страног државника дочекало толико грађана. Али нажалост, међу њима се нашао и Владо Черноземски који испаљује смртоносне хице у Александра. Испраћај Александра у ковчегу, ма колико био жалостан, није ништа мање био величанствен, почев од Марсеја, преко Сплита, Загреба, Београда, до цркве на Опленцу, вечног боравишта свих Карађорђевића. |                    |            |               |               |                 |

## Пријем
Серија је, слично роману који је послужио као основа за сценарио, углавном доживела негативне критике. Њене мањкавости су упоређиване са онима које су донеле серије Немањићи — рађање краљевине и Краљ Петар Први. Критиковани су Драшковићева перцепција историје, те Шотрина драматургија, режија, грешке у сценографији и глума.
Тако филмски и ТВ критичар Божидар Зечевић сматра да се у серији „налазе уобичајене мане наше телевизијске продукције” као и да серија има површну драматургију и да јој недостаје историјског утемељења.
Критичар и писац Ђорђе Бајић је у свом кратком осврту на прву епизоду био запањен због чињенице да је Шотра „заменио Витезовића и Сремца Драшковићем”, али је одбио да гледа остатак серије, јер га она подсећа на „бизарни хибрид видео-инсталације и школског програма”.
Колумниста портала Пешчаник, Дејан Илић је такође прокоментарисао и серију и књигу у негативном контексту, истичући притом да од дотичних није ни очекивао ништа, те их називајући „пропагандним пакетом”.